# 托普拉伊薩爾鄉
44°00′36″N 28°27′00″E / 44.01000°N 28.45000°E
托普拉伊薩爾鄉（羅馬尼亞語：Comuna Topraisar, Constanța），是羅馬尼亞的鄉份，位於該國西南部，由康斯坦察縣負責管轄，面積133平方公里，海拔高度71米，2007年人口5,524，人口密度每平方公里42人。